# 2000 CN114
2000 CN114, também escrito como 2000 CN114, é um objeto transnetuniano (TNO) que está localizado no cinturão de Kuiper, uma região do Sistema Solar. Este corpo celeste é classificado como um cubewano. Ele possui uma magnitude absoluta (H) de 7,1 e, tem um diâmetro estimado com cerca de 167 km, por isso existem poucas chances que o mesmo possa ser classificado como um planeta anão, devido ao seu tamanho relativamente pequeno.

## Descoberta
2000 CN114 foi descoberto no dia 05 de fevereiro de 2000 pelo astrônomo Marc W. Buie.

## Órbita
A órbita de 2000 CN114 tem uma excentricidade de 0.042 e possui um semieixo maior de 44.118 UA. O seu periélio leva o mesmo a uma distância de 42.244 UA em relação ao Sol e seu afélio a 45.992.